# 2 Dywizja Strzelców Pieszych

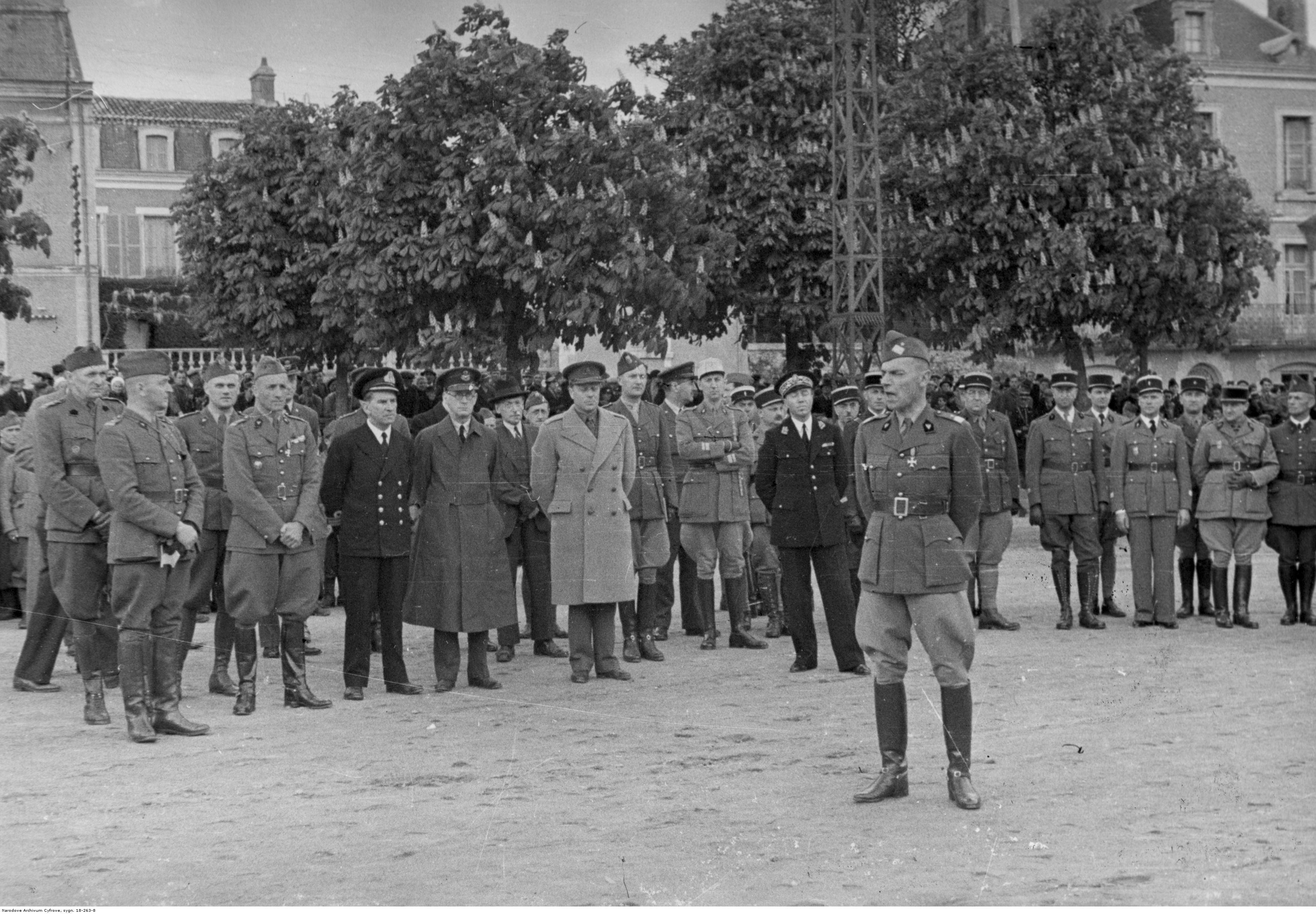
Wizyta brytyjskiej misji wojskowej w 2 Dywizji Strzelców Pieszych – przemawia gen. Bronisław Prugar-Ketling

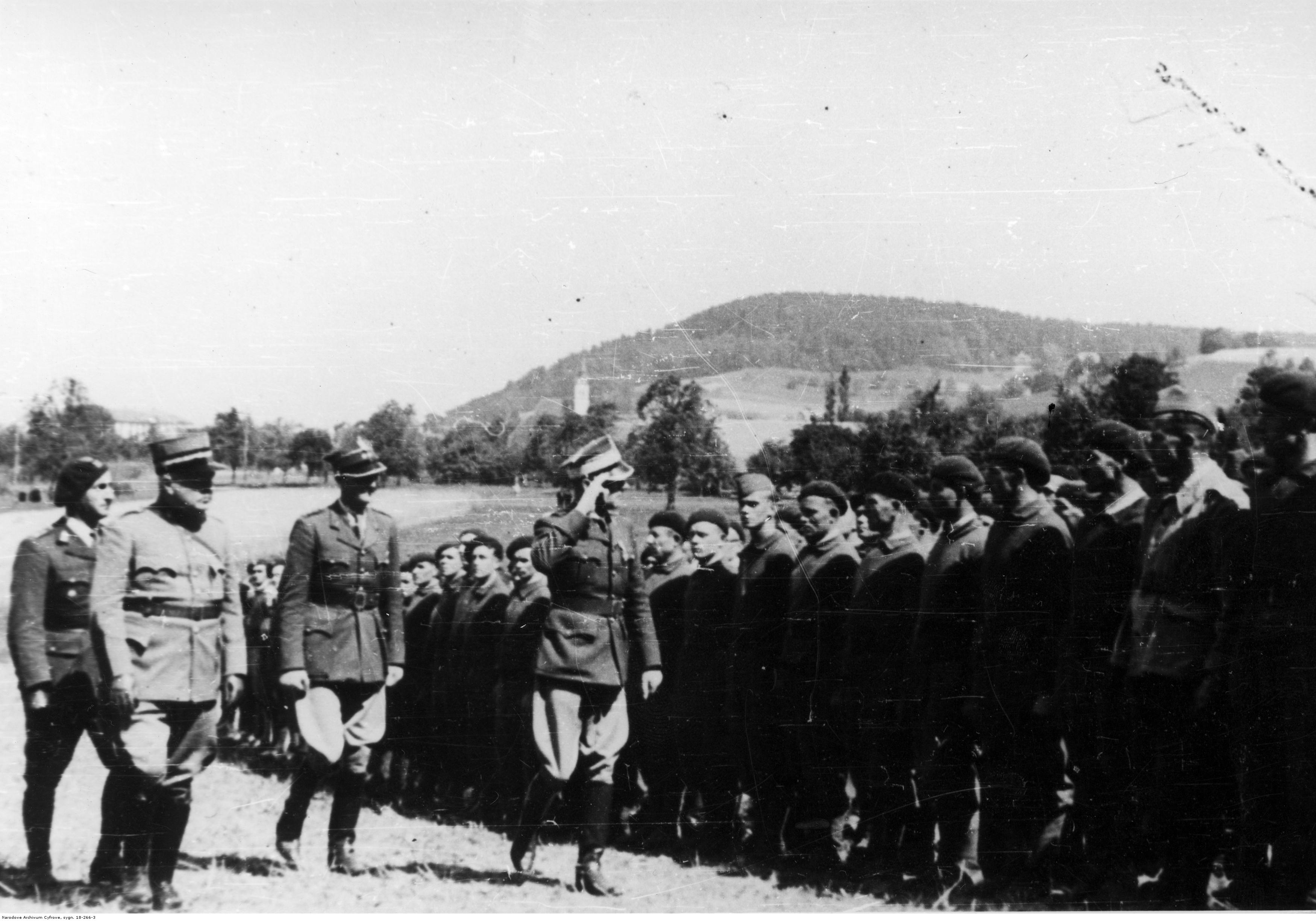
2 DSP internowana w Szwajcarii – przegląd wojska

2 Dywizja Strzelców Pieszych (2 DSP), fr. 2e Division d’Infanterie Polonaise (2e DIP) – wielka jednostka piechoty Polskich Sił Zbrojnych w latach 1939–1940 we Francji i w latach 1940–1945 w Szwajcarii.
W kampanii francuskiej 1940 dywizja toczyła, mimo niepełnego wyposażenia, walki z przeważającymi siłami Wehrmachtu w Alzacji. Po ustaniu możliwości oporu 19 czerwca większość sił dywizji przekroczyła granicę szwajcarską i została internowana.

## Formowanie we Francji
W ramach odtwarzania Wojska Polskiego po klęsce w kampanii wrześniowej 1939 roku formowanie dywizji rozpoczęto 11 listopada 1939 roku – dwa dni wcześniej niż 1 Dywizji Piechoty, przemianowanej w maju 1940 roku na 1 Dywizję Grenadierów. Zalążkiem dywizji był 4 pułk piechoty powstały z wydzielonych pododdziałów pułku szkolnego i 2 pułku piechoty
Rejon formowania dywizji znajdował się w Parthenay, w departamencie Deux-Sèvres. Dowódcą dywizji został pułkownik Bronisław Prugar-Ketling, awansowany do stopnia generała brygady. W końcu maja dywizja została przetransportowana w rejon Colombey-les-Belles, gdzie znalazła się w odwodzie 3 Armii. Tu kończyła procesy organizacyjne i uzupełniała brakujący sprzęt. Formowano także dodatkowe pododdziały przeciwpancerne, ponieważ macierzyste, przeszkolone w ośrodku Granville, zostały przejęte przez dywizje francuskie. Liczono, że oddziały dywizji walczyć będą przeciwko Niemcom wspólnie z 1 Dywizją Grenadierów, w ramach tego samego korpusu.
W lutym dywizja przekazała jeden batalion najlepiej wyszkolonych żołnierzy brygadzie podhalańskiej.
W pierwszej połowie czerwca dywizja posiadała 15883 żołnierzy. Występowały jednak niedobory sprzętu wojskowego, uzbrojenia i umundurowania.

## Działania zbrojne

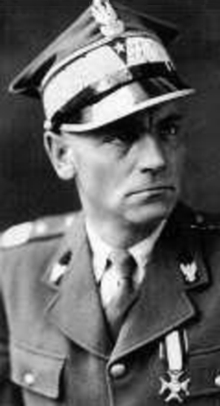
Bronisław Prugar-Ketling

Od 19 maja 1940 dywizja przebywała w strefie przyfrontowej, w odwodzie francuskiej 3 Armii w rejonie Colombey-les-Belles. Wraz z 1 Dywizją Grenadierów miała wejść w skład francuskiego XX Korpusu.
8 czerwca dywizja otrzymała rozkaz do działania. Zmieniono jej podporządkowanie i przydzielono do XLV Korpusu Armijnego gen. Daillégo, Miała ona wzmocnić obronę w rejonie Belfortu, miasta-twierdzy zamykającej bramę burgundzką.
10 czerwca rozpoczęto ładowanie wojsk na transporty kolejowe. Gen. Bronisław Prugar-Ketling zameldował się w m. Malveux u dowódcy 8 Armii. Zgodnie z wytycznymi dowódcy armii, dywizja miała budować umocnienia polowe między fortami i prowadzić jednocześnie szkolenie bojowe.
W miarę upływu czasu precyzowano zadania. Dotychczasowy pas obrony Belfortu został podzielony na dwie części:
- północnym odcinkiem obrony dowodził gen. Girol, dowódca obrony Belfortu. Miał się tu bronić między innymi 6 pułk strzelców pieszych z II dyonem 2 pal.
- południowego odcinka broniła 2 DSP (bez 6 psp) z batalionem strzelców pirenejskich (załoga fortów) oraz dwoma batalionami saperów francuskich.

### Walki o wzgórza Clos du Doubs

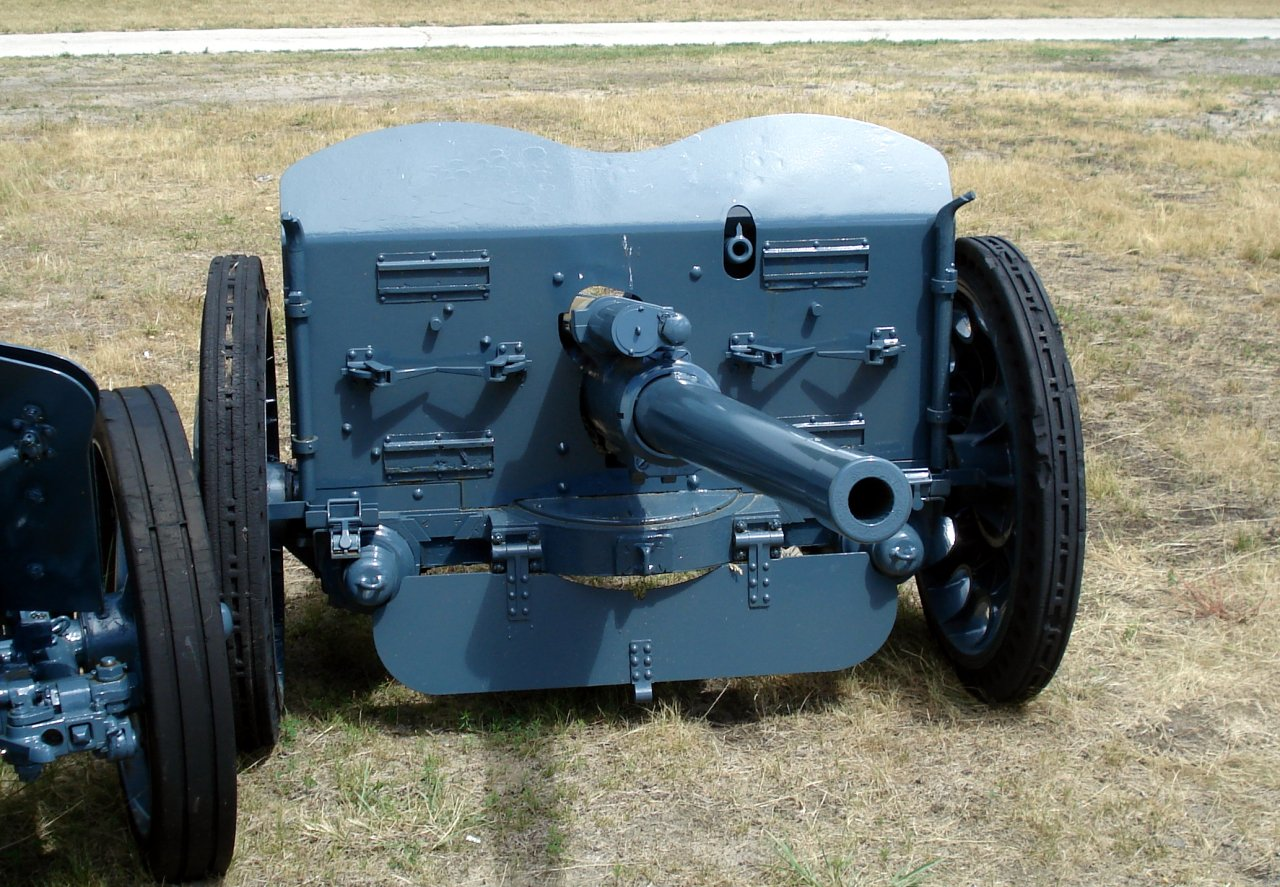
Armata przeciwpancerna będąca na wyposażeniu dywizji

18 czerwca dywizja otrzymała rozkaz zorganizowania obrony opartej o wzgórza w rejonie Clos du Doubs. Celem obrony było zamknąć systemem samodzielnych punktów oporu wszystkie drogi prowadzące do Szwajcarii.
Na odprawie dowódców o 4.30 w miejscowości Maîche gen. Prugara-Ketling podzielił rejon obrony szerokości 18 km na dwa odcinki:
- południowy – pod dowództwem dowódcy 4 Warszawskiego pułku strzelców pieszych ppłk Aleksandra Gembala
- północny – którym dowodził dowódca 6 Kresowego pułku strzelców pieszych płk Stanisław Bień

Organizacja obrony odbywała się w niezwykle trudnych warunkach. Wszystkie drogi i miejscowości zatarasowanie były wycofującymi się bezładnie oddziałami francuskimi. Około południa jednak oba odcinki obrony zostały obsadzone i oddziały przystąpiły do inżynieryjnej rozbudowy terenu.
Od 13.30 pododdziały dywizji weszły w kontakt ogniowy z grupami rozpoznawczymi nieprzyjaciela. O 16.00 Niemcy w sile około batalionu przeprowadzili rozpoznanie systemu obrony w Maîche.
Po przeprowadzeniu rozpoznania dwa wzmocnione bataliony piechoty niemieckiej, wsparte dywizjonem artylerii uderzyły na Maîche i zajęły je. Żołnierze 4 psp i I dyonu 2 pal wycofali się z miasta.
18 czerwca około 17.00, dowódca 2 DSP przeprowadził odprawę, której celem było dokonanie oceny sytuacji w tym oraz stanu fizycznego i moralnego żołnierzy dywizji. Miano na niej zdecydować o wyborze sposobu rozegrania walki i ewentualnej ewakuacji do Szwajcarii lub przebijania się na południe Francji.
Jednak wieczorny rozkaz dowódcy korpusu nakazywał, aby w nocy dywizja wycofała się z Maîche i Saint-Hippolyte i przyjęła front w kierunku południowo-zachodnim tak, by być gotowość do odparcia natarcia między doliną St. Hyppolyte a granicą szwajcarską w rejonie Charmauvillers.
W nocy dokonano przesunięcia oddziałów i przyjęto nowe ugrupowanie bojowe. Około 7.30 wyszło niemieckie natarcie na m. Damprichard.
Następnie nieprzyjaciel uderzył na Saint-Hippolyte. Miejscowości tej broniły dwa plutony piechoty z trzema działami 75 mm z 2 pal oraz pluton przeciwpancerny. Te niewielkie siły skutecznie prowadziły działania opóźniające, a po stracie wszystkich dział, wycofały się.
W południe Niemcy rozpoczęli natarcie na odcinku Trévillers.
Był to trudny dzień polskich żołnierzy. Pojawiły się oznaki wyczerpania fizycznego i psychicznego. W 6 pułku strzelców pieszych dwie kompanie z oficerami na czele samowolnie opuściły pozycje obrony porzucając broń i sprzęt. Dopiero interwencja dowódcy III batalionu pomogła opanować sytuację.

### Bilans walk
Bilans walki stoczonej przez 2 DSP można uznać w zasadzie za pomyślny. Żołnierz polski pomimo wielu niekorzystnych okoliczności, w jakich przyszło mu walczyć z silniejszym liczebnie i lepiej wyposażonym przeciwnikiem zadanie wykonał.
Kiedy wojsko francuskie rozbite, zdemoralizowane, w panicznym odwrocie nie stawiało prawie żadnego oporu, polscy żołnierze przekroczyli granice z prawie całym sprzętem bojowym i resztą nie wystrzelonej amunicji, w szyku bojowym i na rozkaz.

## Kierunek Szwajcaria

### Internowanie w Szwajcarii
W nocy z 19 na 20 czerwca, w związku z wyczerpaniem się większości amunicji, dywizja otrzymała rozkaz wycofania się do Szwajcarii przez przejścia graniczne: Goumois, Burnevillers, Brémoncourt, Montancy, gdzie złożono broń a żołnierze (w liczbie ponad 13 tys.) zostali internowani.
Początkowo Szwajcarzy, podobnie jak i Francuzi, traktowali 2 DSP jako część francuskiego XLV Korpusu. W związku z tym, że Francja zawarła z Niemcami rozejm, a Polska w dalszym ciągu pozostawała w stanie wojny z tym krajem, w terminie późniejszym (1941) formalnie wyłączono Polaków z armii francuskiej.
Od wiosny 1941 władze szwajcarskie zrezygnowały z komasowania internowanych w wielkich obozach.
Na terytorium Szwajcarii zorganizowano osiem zgrupowań obozów. Żołnierze byli w większości kierowani do prac na rzecz gospodarki szwajcarskiej. Początkowo pracowali przy budowie umocnień polowych dla armii szwajcarskiej, a później dróg o znaczeniu wojskowym. Brali też udział w pracach rolnych.
Żołnierze pracowali w rolnictwie, przemyśle, usługach, przy budowie dróg, mostów, pracach rekultywacyjnych, leśnych, regulacji rzek, górnictwie, wydobywaniu torfu oraz przy ochronie kraju (budując wysokogórskie ścieżki, lotniska, stanowiska artyleryjskie, schrony, zasieki i linie telefoniczne). Przez kilka lat internowania wybudowali oni m.in. 450 km dróg, 63 mosty oraz 10 km kanałów, wydobyli 70 tys. ton rudy żelaza i 7 tys. ton węgla.

### Plany obronne
Pomimo wynikających z przepisów internowania wielu uciążliwości oraz braku sprzętu i uzbrojenia dowódca dywizji zamierzał utrzymać zwartość bojową i wysokie morale żołnierzy.
W październiku 1940 Naczelny Wódz polecił, aby w przypadku zaatakowania Szwajcarii przez Niemców wziąć udział w obronie tego kraju. Przewidywano również, że w przypadku wcześniejszego załamania się Włoch, dywizja będzie mogła połączyć się z wojskami alianckimi.
Gdyby wcześniej nastąpił rozkład Niemiec, planowano skierowanie żołnierzy polskich na Górny Śląsk przez Austrię i Czechosłowację.
15 grudnia 1942 został opracowany plan działania 2 Dywizji Strzelców Pieszych na wypadek niemieckiej napaści na Szwajcarię. Plan zakładał walkę z Niemcami u boku armii szwajcarskiej.
Ustalenia głównodowodzącego armii szwajcarskiej gen. Guisana z dowódcą 2 DSP gen. Prugarem-Ketlingiem z 22 kwietnia 1941 były wielokrotnie uaktualniane.
1 sierpnia 1943 dywizja liczyła 10.508 żołnierzy, w tym 534 oficerów, 87 aspirantów, 2473 podoficerów i 7414 szeregowców.
Zobacz też: Polenweg

### Nauka
Decyzją dowódcy 2 DSP i odpowiednich władz szwajcarskich żołnierze mieli możliwość studiowania na uniwersytecie i na politechnice w Zurychu, na Uniwersytecie Fryburskim, w Wyższej Szkole Handlowej w St. Gallen, a także w otworzonej specjalnie dla Polaków szkole technicznej w Winterthur.
W obozach uniwersyteckich uruchomiono tajny proces nauczania w nieoficjalnych szkołach podchorążych. Programy nauczania były tak ułożone, by nie rzutowały ujemnie na wyniki studiów w uczelniach szwajcarskich. Trwające jeden rok szkolenie wojskowe szczególnie zintensyfikowane było w okresie wakacji i ferii. Prowadzono je przede wszystkim jako zajęcia praktyczne w terenie.
Organizację obozów szkolnych licealnych oraz uniwersyteckich dla żołnierzy 2 DSP powierzono Adamowi Vetulaniemu, który prowadził pogadanki i wykłady uniwersyteckie, oraz redagował podręczniki dla żołnierskich szkół powszechnych i zawodowych. Kadra dydaktyczna została zorganizowana z inicjatywy gen. Prugara-Ketlinga . Vetulani wspólnie z dr. hab. Antonim Deryngiem działał przy organizacji studiów prawniczych.

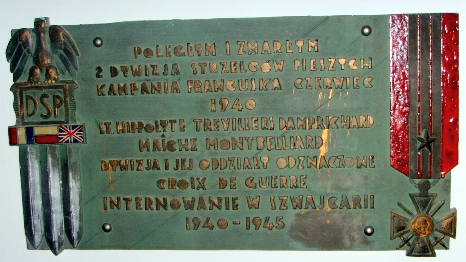
Tablica w kościele garnizonowym w Londynie

### Tajna ewakuacja
Decyzja Naczelnego Wodza z 17 sierpnia 1944 nakazała rozpoczęcie tajnej ewakuacji ze Szwajcarii.
Dowódca 2 DSP wysłał do Francji swoich przedstawicieli, którzy zbadali warunki ewakuacji i odtworzenia dywizji. 30 sierpnia w Genewie przeprowadził również rozmowę z przedstawicielem francuskiego „Résistance”.
Ewakuacji podlegali ci internowani, którzy zgłosili akces do tajnego i zorganizowanego przerzutu. Po dotarciu do Francji żołnierze polscy byli odbierani przez obsadę odcinka granicznego i kierowani do Centrum Demobilizacyjnego 2 DSP. Tu załatwiano przede wszystkim kwestie finansowe i transport do Wielkiej Brytanii.

### Rozwiązanie dywizji
Po kapitulacji Niemiec władze szwajcarskie przekazały żołnierzy polskich, zgodnie z prawem międzynarodowym, dowódcom polskim. Wyraziły też zgodę i umożliwiły natychmiastowy ich przewóz transportami kolejowymi na terytorium Francji, gdzie byli demobilizowani.

## Ordre de Bataille i obsada personalna dywizji
Dywizja formowana była według etatów francuskiej dywizji piechoty typu północny wschód z 1940. Niektóre jednostki posiadały podwójną numerację, polską i francuską.
Kwatera główna
- Dowództwo

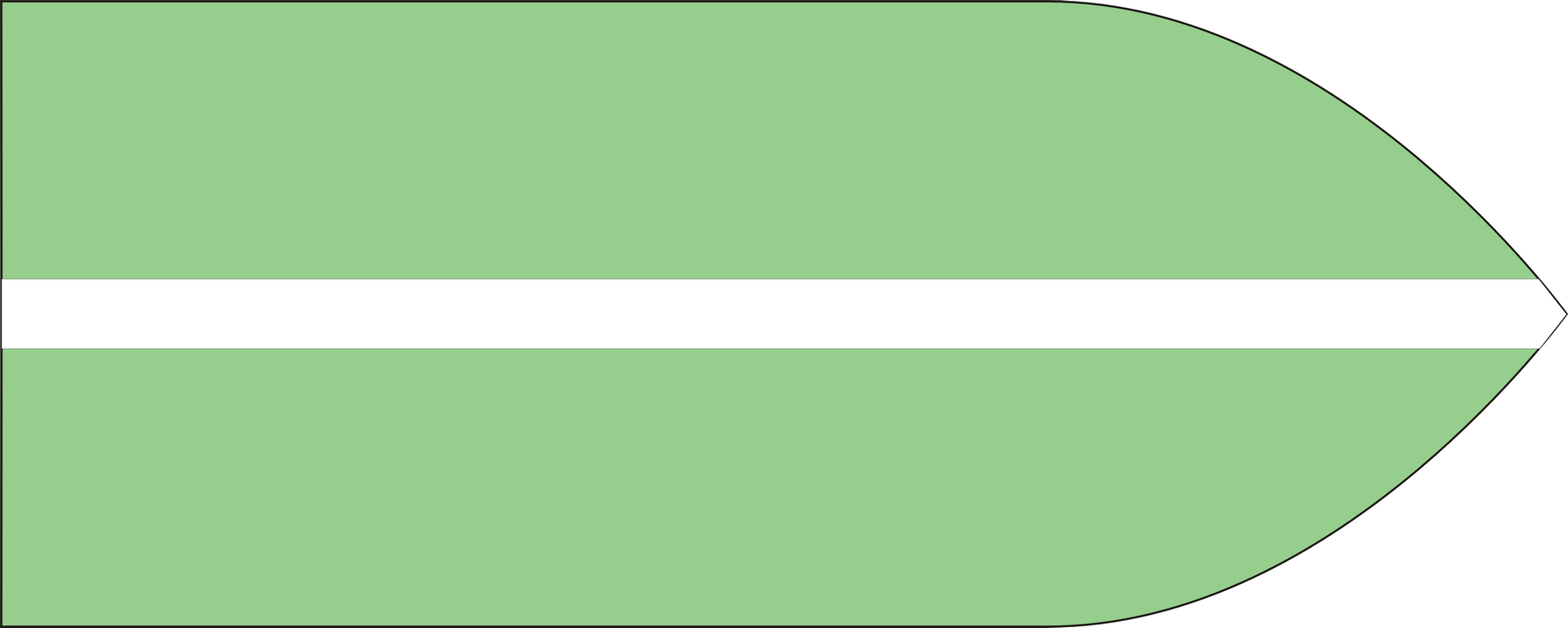
Barwy Kwatery Głównej

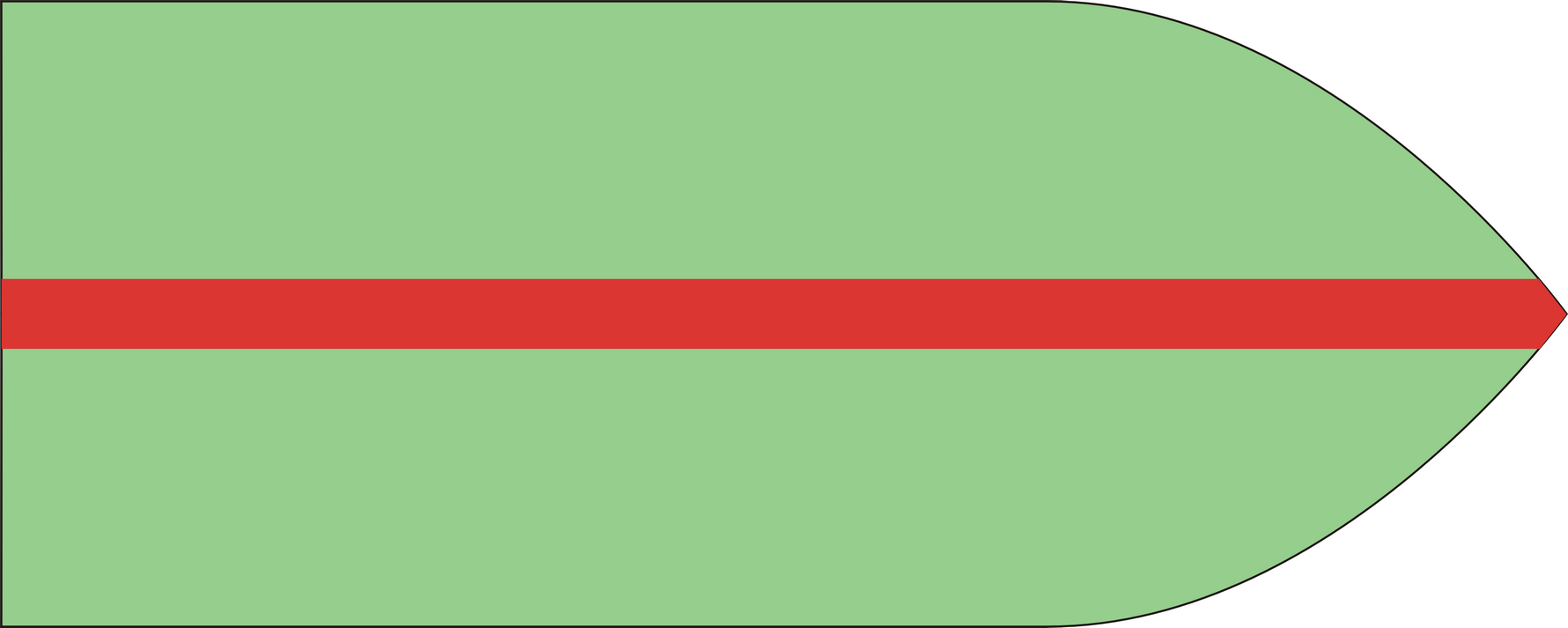
Barwy 5mpsp

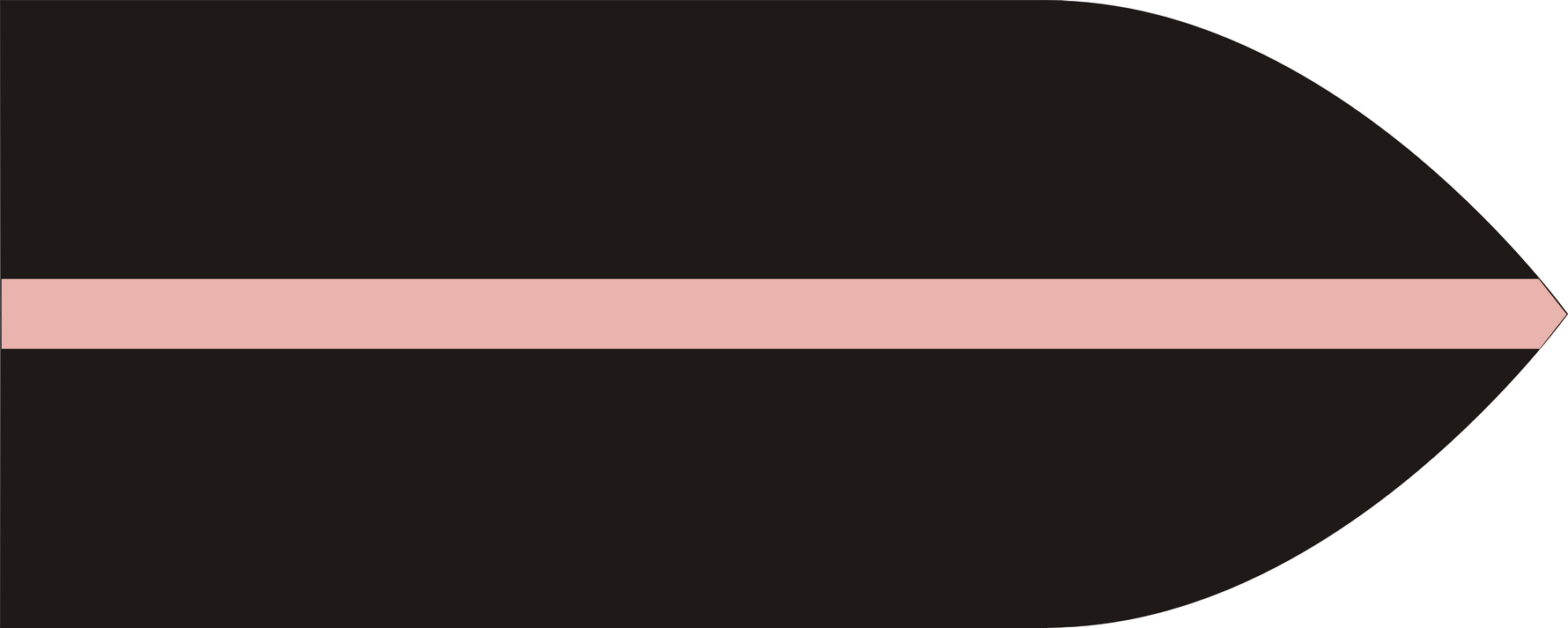
Barwy 2kbs

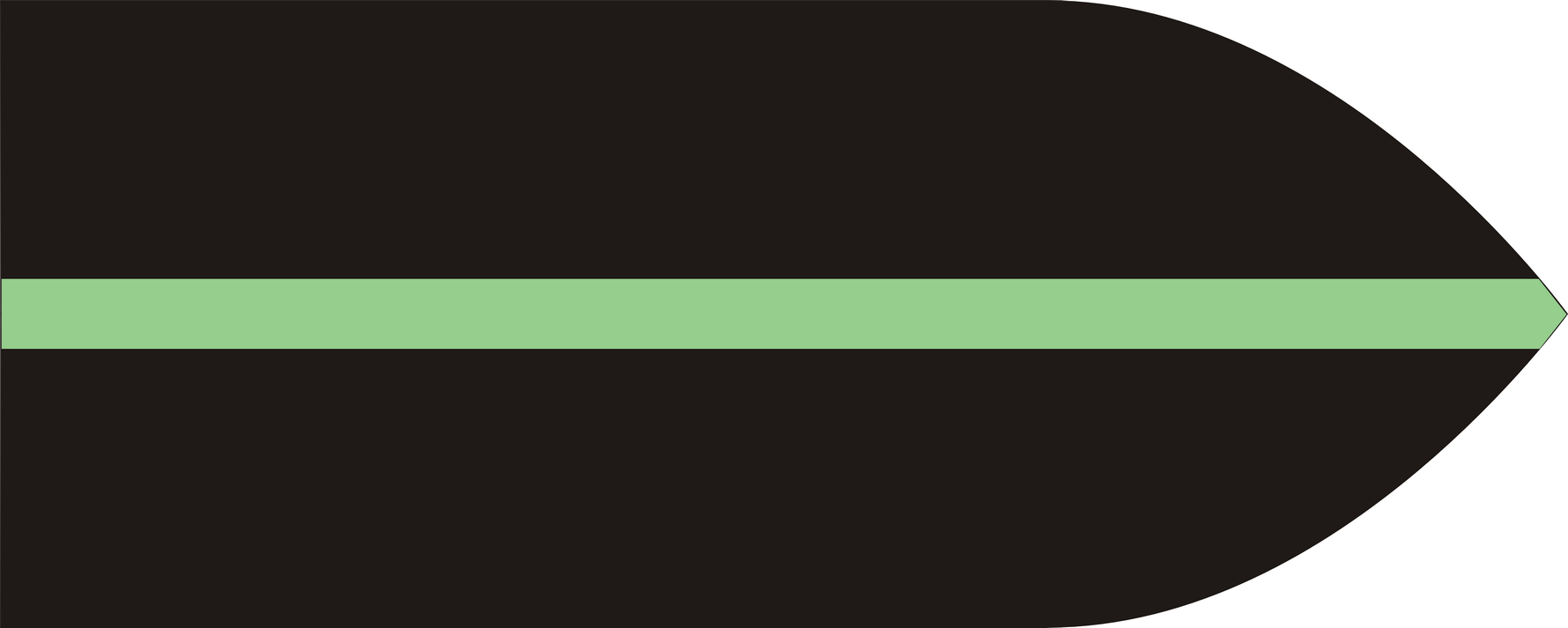
Barwy bppanc

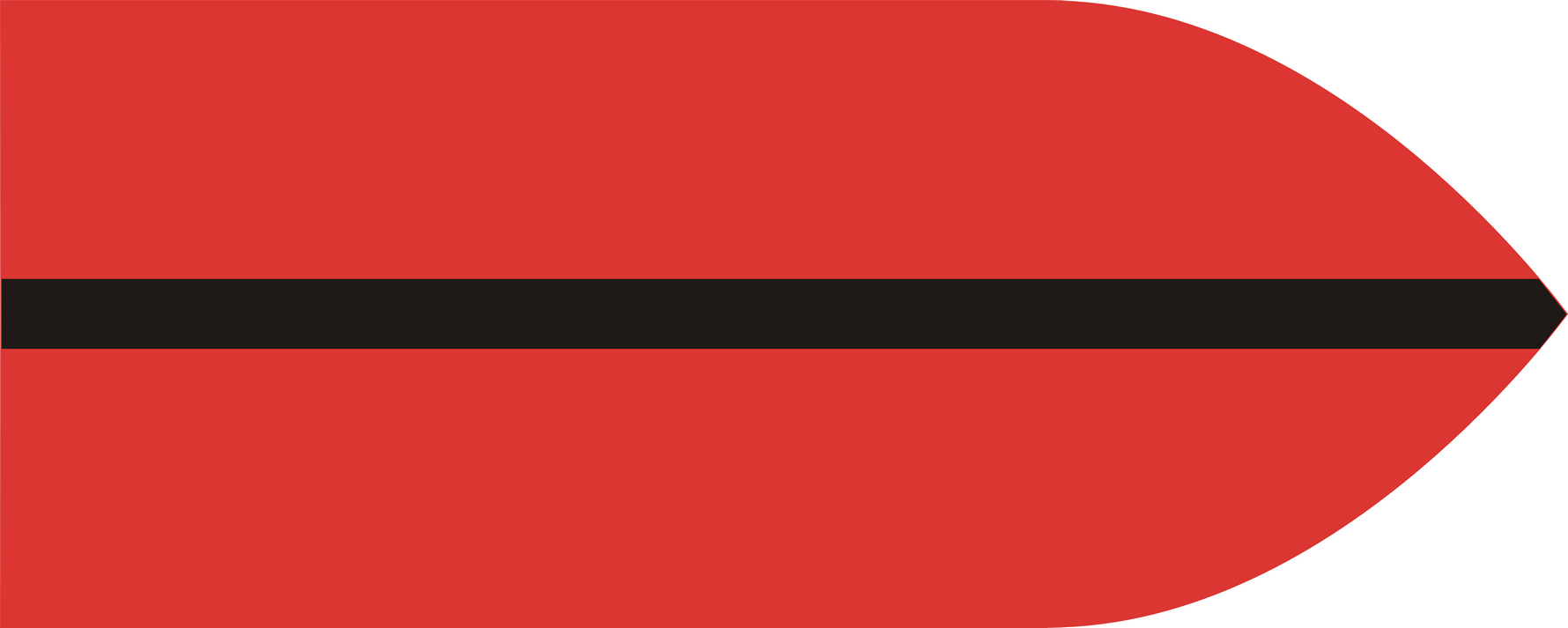
Barwy kpion

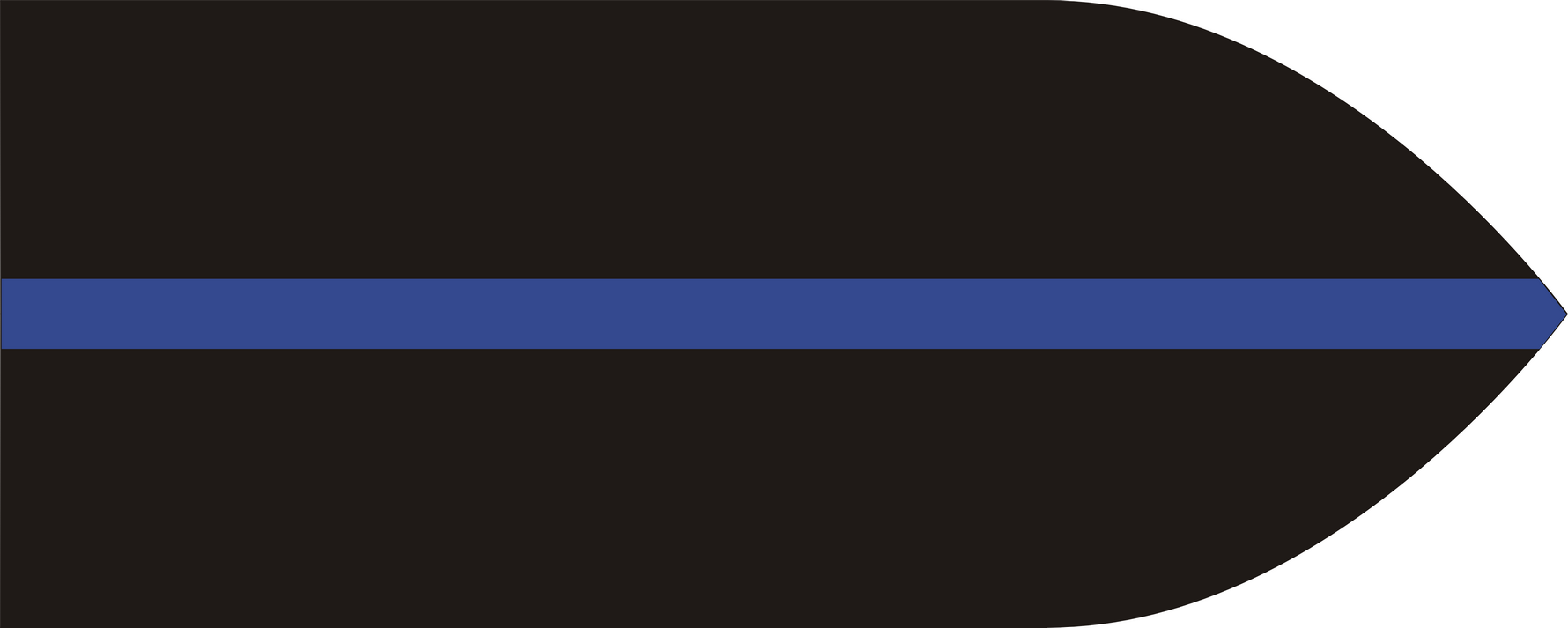
Barwy kt i kr

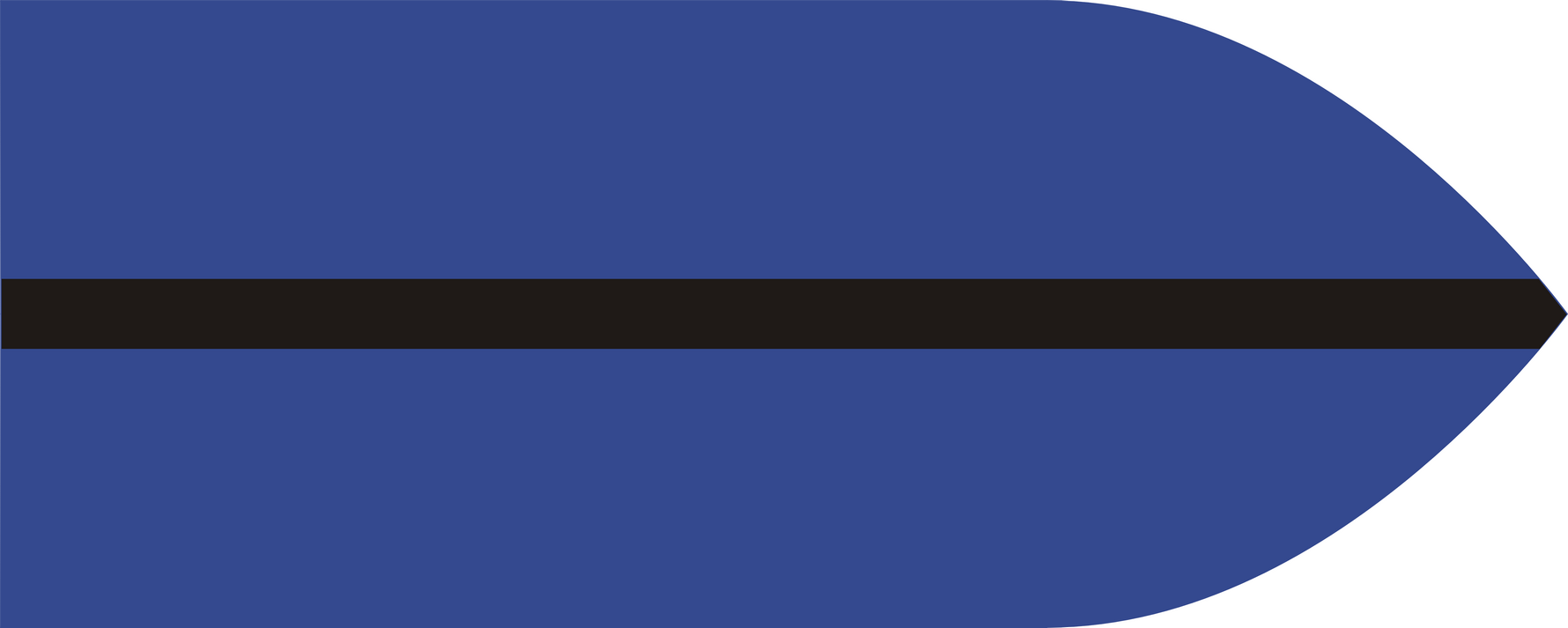
Barwy ksam

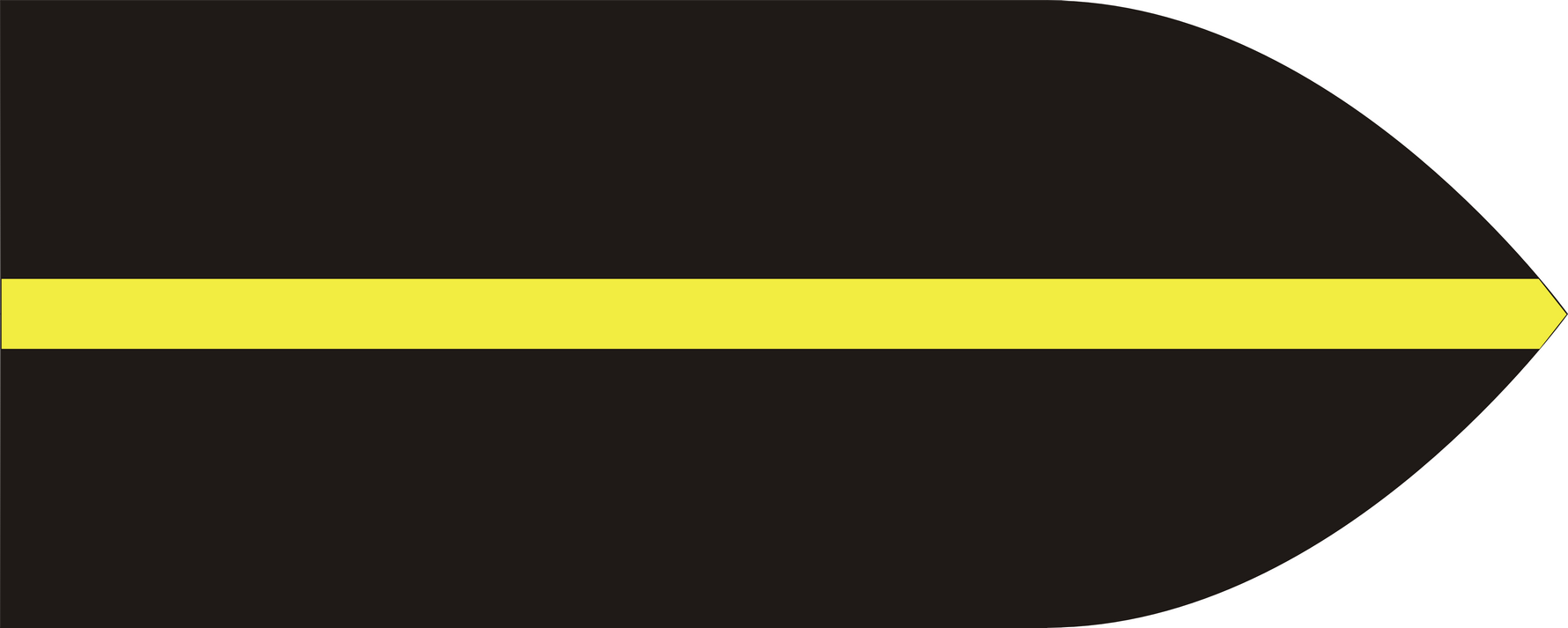
Barwy otopogr

  - dowódca – gen. bryg. Bronisław Prugar-Ketling
  - dowódca piechoty dywizyjnej – płk dypl. Stanisław Pelc
  - dowódca artylerii dywizyjnej – płk art. dr Włodzimierz Leon Dembiński
  - dowódca saperów dywizyjnych – ppłk dypl. sap. Bohdan Chojnowski
- Sztab
  - szef sztabu – ppłk dypl. Jan Narzymski
  - szef Oddziału I – mjr dypl. Tadeusz Dziamski
  - szef Oddziału II – mjr dypl. Wacław Chocianowicz
  - szef Oddziału III – mjr dypl. Marian Czyżewski
  - szef Oddziału IV – mjr dypl. Mieczysław Oborski
  - dowódca łączności – mjr dypl. Władysław Jamka

Piechota:
- 4 Warszawski pułk strzelców pieszych
- 5 Małopolski pułk strzelców pieszych
- 6 Kresowy pułk strzelców pieszych
- 13 dywizyjna kompania pionierów – por. Stanisław Pizarski
- dywizyjna kompania przeciwpancerna

Artyleria dywizyjna:
- 2 Warszawski pułk artylerii lekkiej
- 2 (202) Modliński pułk artylerii ciężkiej
- 10 dywizyjna bateria przeciwpancerna – kpt. Julian Wołyniak
- 186 park artylerii – mjr Henryk Wołłowicz

Kawaleria dywizyjna:
- 2 Wileński dywizjon rozpoznawczy

Saperzy:
- 2 Kaniowski batalion saperów

Łączność:
- 186 kompania telefoniczna – kpt. Ryszard Bajzert
- 186 kompania radiowa – por. łącz. Zdzisław Szymon Kossakowski (III 1940 – II 1945)

Służby:
- 386 kompania samochodowa – kpt. Jan Zwierzchowski
- 186 dywizyjna grupa sanitarna
- 186 dywizyjna grupa eksploatacji (intendentury)

## Symbole dywizji
Sztandary

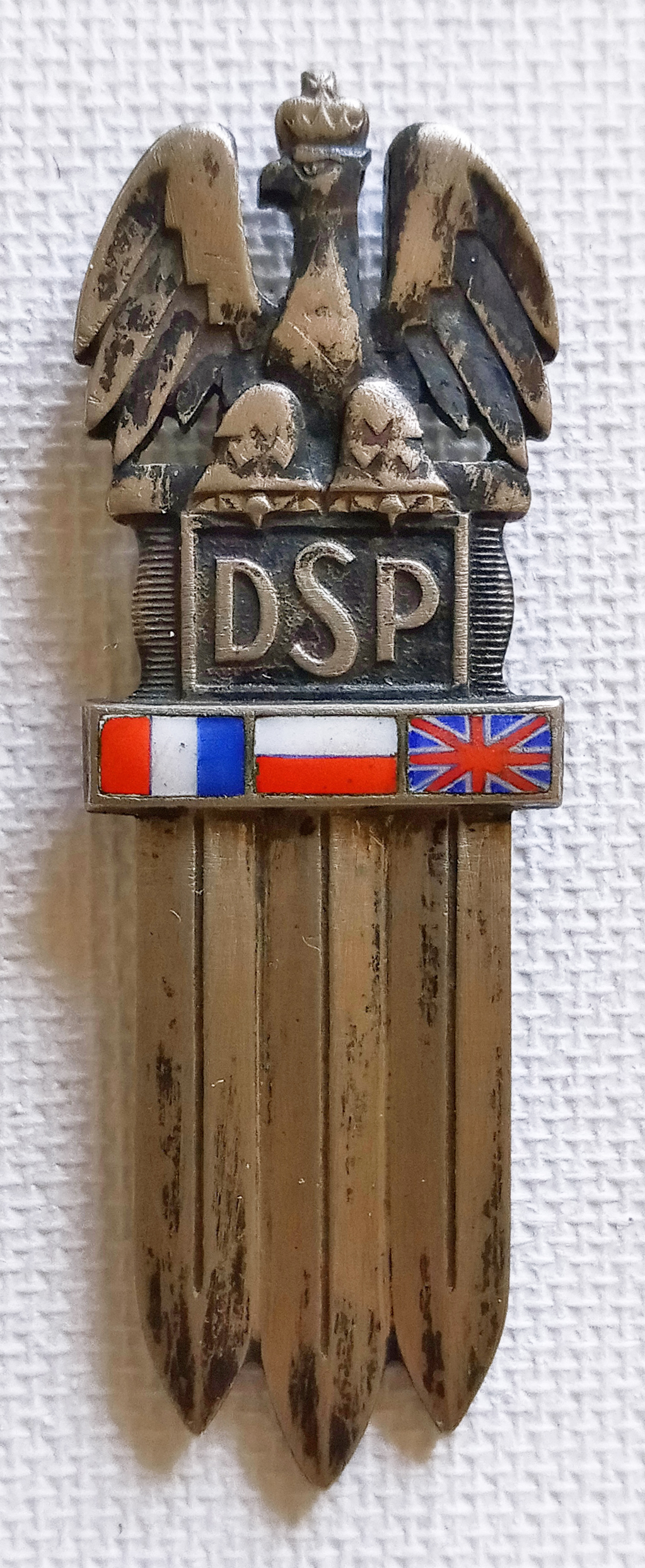
Odznaka DSP, wyk. Huguenin Freres – Le Locle

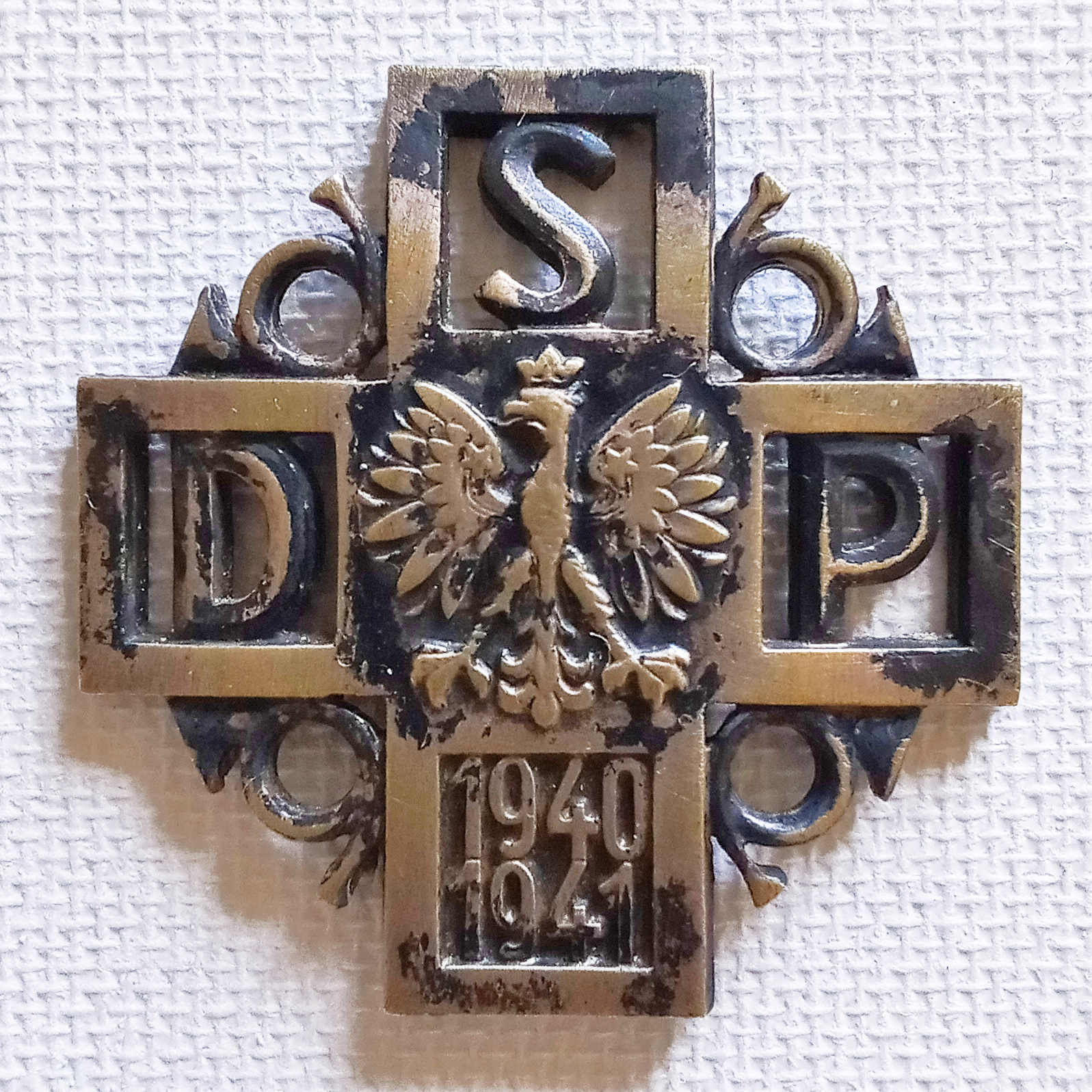
Odznaka internowania DSP, wyk. Huguenin Freres – Le Locle

W listopadzie 1939 roku do obozu w Coetquidan przywieziony został sztandar Polskiego Związku Kombatantów Legii Cudzoziemskiej Francuskiej.
Rozkazem dowódcy dywizji sztandar został przydzielony kwaterze głównej 2 DSP.
Po przegranej kampanii sztandar został przewieziony do Szwajcarii. W 1945 roku przewieziono go do Wielkiej Brytanii. W 1948 roku znak bojowy powrócił do Szwajcarii i został przekazany do Muzeum Polskiego w Rapperswilu. Tam jest przechowywany do dzisiaj.
Zmieniony sztandar na stronie głównej posiada czerwony wizerunek krzyża kawalerskiego na białym polu, a pośrodku haftowanego srebrem orła wzoru 1927 i napis: Polski Związek b. Kombatantów Legii Cudzoziemskiej Francuskiej. Na stronie odwrotnej, wykonanej z trzech kolorów o barwach narodowych Francji, umieszczono w czterech rogach płata wybuchające granaty, haftowane złotymi nićmi. Na białym tle wypisane nazwy miejscowości i daty związane z walką żołnierzy Legii Cudzoziemskiej, a na czerwonym i niebieskim – nazwy pól bitewnych 2 DSP.
Czyniono też starania o wręczenie sztandarów dla pozostałych oddziałów. Próbowano czynić pewne analogie między nazwami polskich oddziałów a francuskimi miastami mogącymi być fundatorami sztandarów. Tak więc dla pułków „warszawskich” jako ofiarodawcę przewidywano Paryż, dla pułku „kresowego” Nancy, a dla pułku „fortecznego” twierdzę Verdun.
Odznaka pamiątkowa

Odznaka wykonana z białego metalu z elementami srebrzonymi i oksydowanymi, złocone oraz emaliowane. Wymiary 56x18 mm. Nad trzema bagnetami, trzy flagi sprzymierzonych w 1940 roku armii: polska, francuska i brytyjska. Wyżej prostokątna płaszczyzna z inicjałami jednostki, nad nią orzeł w koronie. Orzeł, inicjały i bagnety – srebrzone i oksydowane, flagi emaliowane, korona i szpony orła oraz obramowanie prostokąta z flagami – złocone. Symbolika odznaki nawiązuje do tradycji Legionów Dąbrowskiego. Autor projektu: por. Bohdan Garliński. Wykonawca: dwie firmy: szwajcarska – Huguenin Freres w Le Locie oraz francuska -Arthus Bertrand w Paryżu.
Odznaka internowania

Odznaka o wymiarach 36 × 36 mm wykonana z oksydowanego białego metalu. Posiada formę krzyża o proporcjach godła państwowego Konfederacji Szwajcarskiej. Pośrodku tłoczony orzeł polski. Na trzech ramionach krzyża umieszczone ażurowe inicjały „DSP”, na dolnym ramieniu daty „1940–1941”. Ramiona krzyża połączone trąbkami strzeleckimi. Krzyż, inicjały, daty i orzeł – oksydowane, ciemnoszare. Trąbki, korona i szpony orła – srebrne. Odznaka mocowana do górnej lewej kieszeni munduru nakrętką firmową. Autor projektu: por. Bohdan Garliński Wykonawca: Huguenin Freres w Le Locle
Barwy dywizji

2 Dywizja Strzelców Pieszych nawiązała do tradycji Armii Polskiej we Francji z czasów I wojny światowej. 30 kwietnia 1943 roku, Naczelny Wódz – gen. W. Sikorski, zatwierdził przedstawiony mu projekt barw oddziałów 2 DSP. Podstawowym kolorem była jasna zieleń. Proporczyki w kształcie ostrza bagnetu nawiązywały do tradycji piechoty. Poszczególne oddziały dywizji otrzymały następujące barwy:
- Sztab dywizji – oficerowie: piechota i artyleria – ostrze o barwie rodzaju wojsk, jasno lub ciemnozielone ze srebrną żyłką
- kawaleria – proporczyk ogólnokawaleryjski amarantowo – granatowy ze srebrną żyłką
- aspiranci, podoficerowie i podchorążowie – barwy amarantowo – granatowe z białą żyłką,
- Kwatera Główna – ostrze jasnozielone z białą żyłką
- 4 Warszawski pułk strzelców pieszych – ostrze jasnozielone z czarną żyłką
- 5 Małopolski pułk strzelców pieszych – ostrze jasnozielone z czerwoną żyłką
- 6 Kresowy pułk strzelców pieszych – ostrze jasnozielone z chabrową żyłką
- Wileński dywizjon rozpoznawczy – proporczyk ogólnokawaleryjski amarantowo – granatowy z jasnozieloną żyłką
- 2 Warszawski pułk artylerii lekkiej – ostre ciemnozielone z czarną żyłką,
- 202 Modliński pułk artylerii ciężkiej – ostrze ciemnozielone z czerwoną żyłką,
- 2 Kaniowski batalion saperów – ostrze czarne i żyłka pąsową[b]
- kompania przeciwpancerna – ostrze czarne i jasnozielona żyłka
- kompania pionierów – ostrze czerwone i czarna żyłka
- 10 bateria przeciwpancerna 2 pal – ostrze ciemnozielone i jasnozielona żyłka
- park artylerii – ostrze czarne i ciemnozielona żyłka,
- kompania telegraficzna i kompania radiowa 2 DSP – ostrze czarne i niebieska żyłka[c],
- kompania samochodowa – ostrze niebieskie i czarna żyłka,
- oddział sanitarny – ostrze wiśniowe i granatowa żyłka[d]
- oddział topograficzny – ostrze czarne i żółta żyłka
- służba weterynarii – ostrze wiśniowe i jasnozielona żyłka
- intendentura – ostrze chabrowe i czerwona żyłka,
- duszpasterstwo – ostrze fioletowe i biała żyłka[e]
- sąd polowy – ostrze malinowe i czarna żyłka.

Oficerowie artylerii, saperów, łączności i służb otrzymali prawo noszenia ostrzy z aksamitu w odróżnieniu od ogólnie stosowanego sukna.

## Upamiętnienie
Walki żołnierza polskiego pod Clos du Doubs w II wojnie światowej, zostały upamiętnione na Grobie Nieznanego Żołnierza w Warszawie napisem na jednej z tablic po 1990 r. „CLOS DU DOUBS 18 – 19 VI 1940”.